# Parco archeologico di Mesumundu
(Archeologia, riemerge villaggio medievale, ANSA 29 luglio 2016)

## Descrizione
Il parco archeologico di Mesumundu è un complesso archeologico che si trova a Siligo, in provincia di Sassari, in Sardegna. Esteso per oltre un ettaro, si trova in una  valle alluvionale delimitata da una serie di altopiani basaltici, in prossimità di un antico percorso che, già esistente in età protostorica, fu riassettato in età romana; è attraversato dal Riu Mannu di Porto Torres.
Nell'area sono presenti numerose tracce appartenenti ad un arco temporale che va dall'epoca prenuragica a quella medievale: in particolare l'area è caratterizzata da un'ampia zona di dispersione di reperti di materiale ceramico, prevalentemente di epoca romana. Per quanto riguarda gli edifici di epoca romana, parte dei quali dovrebbe essere stata una terma, sono in prevalenza costituiti da rovine, in genere ridotte a tracce di murature e a materiali di crollo. Fra queste si notano un frammento dell'acquedotto che convogliava le acque termali dalla sorgente di S'Abba Uddi nell'edificio, che sono a una distanza fra loro di circa 300 m, e i resti di una fornace per la produzione di laterizi.
Nell'area adiacente alla chiesa di Nostra Signora di Mesumundu, vi è una necropoli costituita da sepolture risalenti al VI-VII secolo d.C. Le tombe furono scavate sotto la direzione dell'archeologo Guglielmo Maetzke fra il 1958-1965, in quell'occasione furono ritrovati diversi monili, gioielli ed armi, che sono conservati al Museo nazionale archeologico ed etnografico G. A. Sanna di Sassari. 
L'epoca d'impianto delle murature, per la tecnica costruttiva, è stata ipotizzata al II o III secolo, ma, dopo i ritrovamenti nell'area di alcuni frammenti di cornici architettoniche in pietra locale, si ipotizza anche una nuova fase di ristrutturazione dell'esistente edificio termale che potrebbe collocarsi fra la fine del III e l'inizio del IV secolo d.C.

## Gli scavi degli anni 2010
Dal 2011 fino al 2018, nel contesto della scuola estiva sponsorizzata dall'Università di Sassari, sono state fatte 7 campagne di scavo nell'area, sotto la direzione scientifica dell'archeologo Marco Milanese. 
Nel 2015, nel corso della quinta campagna di scavo, era stata individuata una fase insediativa tardo antica, collocabile tra l’abbandono delle terme romane e la costruzione della chiesa; a questa nuova fase sembrano riferibili un pozzo, un lungo ambiente nei pressi della chiesa e i resti di un (...) edificio tardo-antico, con due fasi pavimentali in cocciopesto, ubicato in un’area limitrofa, non in immediata contiguità con la chiesa bizantina. Potrebbe trattarsi dei resti di un modesto edificio paleocristiano, in relazione al quale sono state rinvenute numerose sepolture , riferibili a una piccola comunità rurale.
Nel 2016, nel corso della sesta campagna di scavo, si era ulteriormente confermato che Mesumundu è stato un villaggio rurale tra il V e il VII sec. d.C. I ritrovamenti testimoniano la presenza continuativa di una consistente popolazione rurale, che si era insediata, nell’area delle terme dismesse, ed aveva costruito le proprie abitazioni.
Inoltre nel 2018 è stato ritrovato un tratto di strada romana lastricata risalente all'epoca imperiale, che rappresenta uno dei rari segmenti di strada romana della Sardegna. In base all'orientamento questa potrebbe trattarsi di una deviazione, una sorta di svincolo, in direzione di Ardara (e quindi di Olbia), che si staccava dall'asse principale della viabilità romana della Sardegna, che collegava (Carales) Cagliari e (Turris Lybisonis) Porto Torres.